# Oppidum d'Ausseruna
L'enclavament arqueològic de l'antiga Ausseruna, conegut en francès i oficialment com a Oppidum d'Enserune, se situa damunt un turó del municipi de Niça d'Ausseruna, en el departament occità de l'Erau (França). Aquest nucli de població va ser habitat entre el segle vi aC (edat del ferro), i el segle I dC. La seva situació a dalt d'un turó li ha valgut la qualificació d'oppidum.

## Localització i entorn

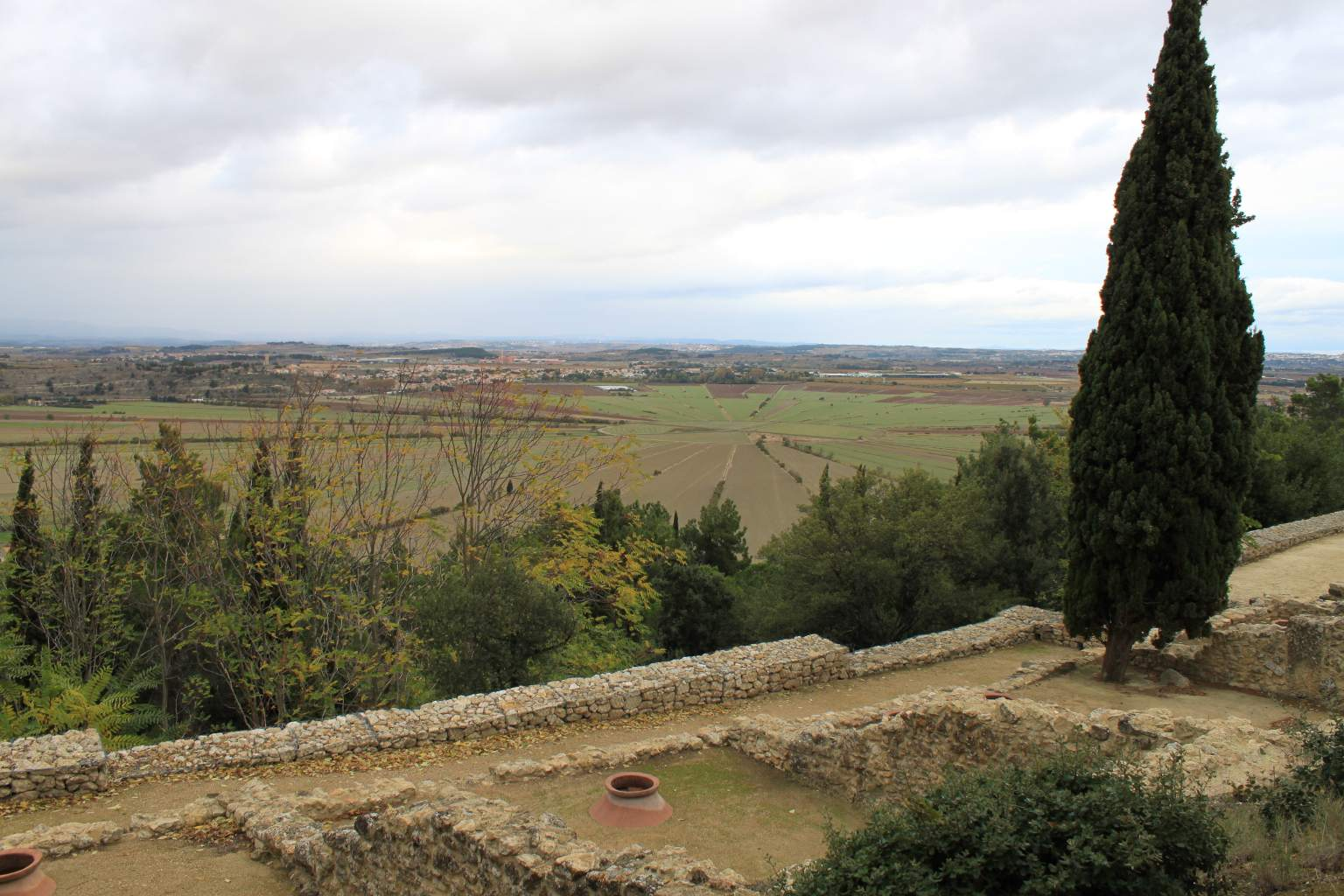
Restes de l'oppidum d'Enseruna amb vistes cap a l'estany de Montadin

Des del turó d'Enseruna la vista domina de vora cent metres les planes del voltant i la panoràmica abasta una part de les àrees de Besiers i de Narbona. Es veu també, l'estany de Montady, situat al nord, just als peus d'Enseruna. Des de final del segle xvii, el Canal del Migdia passa al sud del turó per a proveir d'aigua el Túnel de Malpas al sud-est.
El lloc era a uns vuit quilòmetres a l'oest en línia recta des del centre històric de Besiers. Les excavacions arqueològiques es troben a uns deu quilòmetres i mig al nord de l'antiga Niça d'Ausseruna, en el límit amb l'àrea municipal de Colombiers, Montadin i Pòlhas que posseeixen una part del vessant del turó.

## Geologia
El turó d'Enseruna és constituïda per una roca molt tova, la qual cosa ha permès d'excavar també les sitges. Aquesta roca és formada per sediments del Miocè, els mateixos que constitueixen les sorres del litoral marí.

## Història
El lloc va ser poblat de forma permanent des del segle vi aC fins al segle i, amb un vertader desenvolupament urbà a partir de la fi del segle v. En un període entre els anys 500 aC al 300 aC, hi van haver mants intercanvis comercials, va ser quan es va donar una predominància hel·lenística. Després van arribar tribus gal·les, entre el 300 aC i el 250 aC. L'oppidum, és a dir la ciutat fortificada, fou destruïda a la darreria del segle iii aC. Un temps després la ciutat va retrobar una mica de prosperitat, coincidint amb la fundació de Narbona pels romans el 118 aC. La fi va arribar vers el segle i de la nostra era.
Durant l'edat del ferro (segle viii aC ‑ segle ii aC), Ausseruna va ser una de les principals ciutats dels celtes del mediterrani i va ser habitada pels volques arecòmics. Altres fonts el fan un dels principals enclavaments dels elísics, poble iber.

## Estudis arqueològics

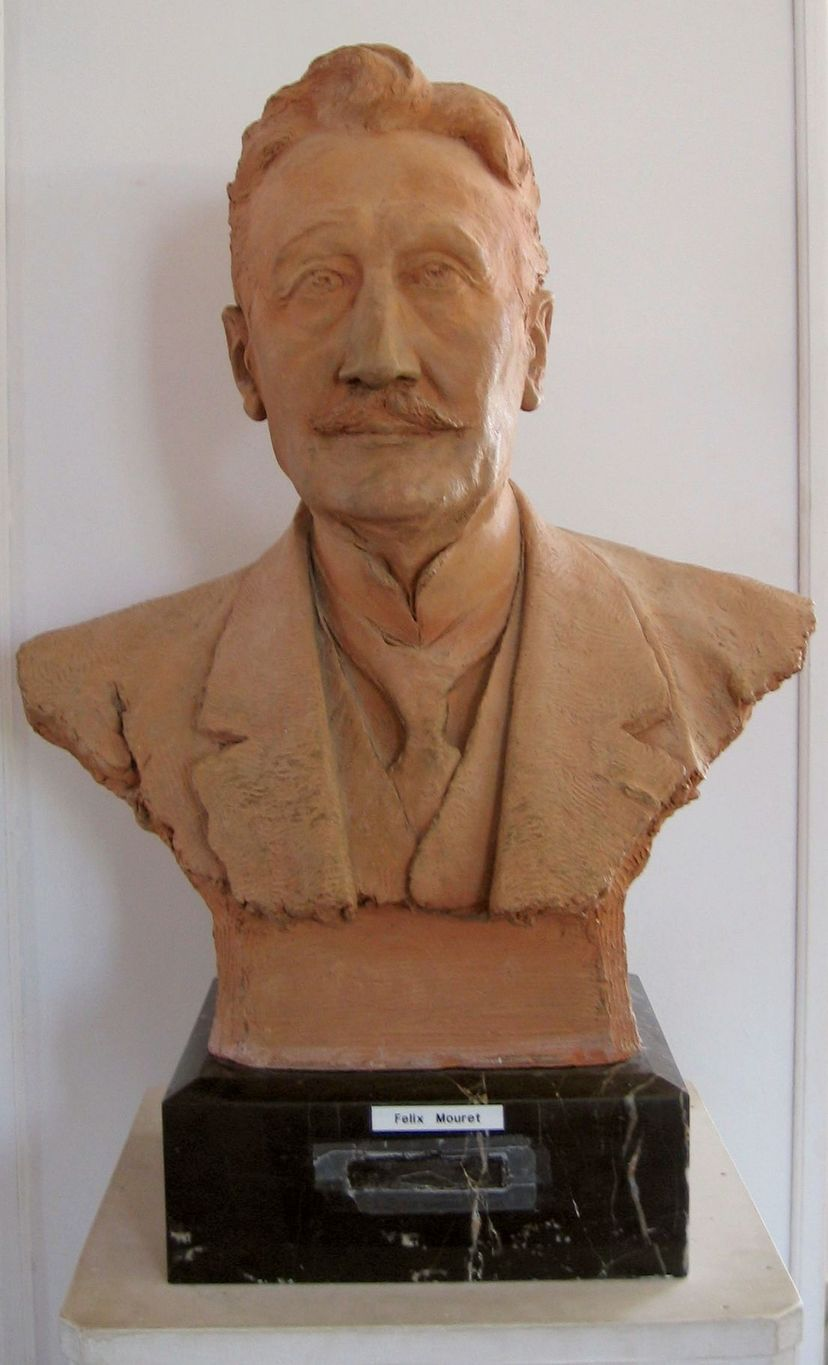
Félix Mouret

Entre el 1843 i el 1860, l'abat A. Ginieis, rector de Montadin, va realitzar la primera exploració. El 1915, Félix Mouret (1861-?) va ser el primer a fer excavacions i les va reprendre el 1928. L'any 1937, l'arquitecte en cap dels monuments històrics, Jules Formigué, va instal·lar un local el 1915 per exhibir la col·lecció de troballes de Mouret i les que es trobessin en endavant. S'hi pot admirar una col·lecció impressionant de ceràmica, que permet observar l'evolució cultural del lloc. Entre el 1929 i el 1945, l'abat L. Sigal va fer un estudi aprofundit de la ciutat. Entre el 1946 i el 1958, Jean Jannoray en va continuar el treball.
Durant els anys 1960, es va confiar una nova exploració a Hubert Gallet de Santerre. A la fi dels 1980 i fins al 1995, Martine Schwaller va fer altres treballs arqueològics centrat en les tombes. El darrer estudi el van fer el 1990 entre Cécile Dubosse (sondatges a la part més alta) i M.E. Bellet (a la barriada dels artesans).
A l'oest de l'enclavament es va descobrir una necròpolis.

## Les sitges
L'enclavament d'Ausseruna és famós per posseir una quantitat important de mòduls d'emmagatzematge. Aquestes sitges van ser excavades dins la roca del subsòl. S'han trobat no menys de tres-cents sitges al turó i a la rodalia. Aquestes estructures són generalment de forma ovoide i presenten una capacitat de 10.000 a 85.000 litres.
Es van construir a tot el llarg de la història de la ciutat, en contra del que pensava Jean Jannoray als anys 1950. Probablement les sitges daten del segle V aC i després es van reutilitzar com a cisternes o es van reomplir per fer-les servir d'habitacions i altres usos. Sempre es va suposar que van servir per a l'emmagatzematge d'aliments. Les reserves de cereals constituïen un element vital per a la supervivència dels grups humans. Les tècniques d'emmagatzematge es van començar a dominar amb la revolució neolítica i va constituir una activitat essencial en l'organització de la majoria de societats humanes. No obstant això, també es considera probable l'ús d'aquestes excavacions com a dipòsits per al subministrament d'aigua i sembla clar que la majoria d'aquestes estructures pertanyen a l'última fase del lloc, principalment entre el segon i el primer segle aC.

## Protecció
L'enclavament va ser qualificat com a monument històric pel govern francès, el 5 de març del 1935, ordre que va entrar en vigor el 21 de gener del 1936.